# Mitsuo Fujii
Mitsuo Fujii (jap. 藤井 光男, Fujii Mitsuo; * um 1925) ist ein japanischer Badmintonspieler. 

## Karriere
Mitsuo Fujii gewann 1947 seinen ersten nationalen Titel, wobei er im Herrendoppel mit Toshihide Hirota erfolgreich war. Ein weiterer Titelgewinn im Doppel mit dem gleichen Partner folgte 1948.

## Sportliche Erfolge
| Saison | Veranstaltung                | Disziplin    | Platz | Name                            |
| ------ | ---------------------------- | ------------ | ----- | ------------------------------- |
| 1947   | Japan:Einzelmeisterschaften  | Herrendoppel | 1     | Toshihide Hirota / Mitsuo Fujii |
| 1948   | Japan: Einzelmeisterschaften | Herrendoppel | 1     | Toshihide Hirota / Mitsuo Fujii |